# La Vigne au vin

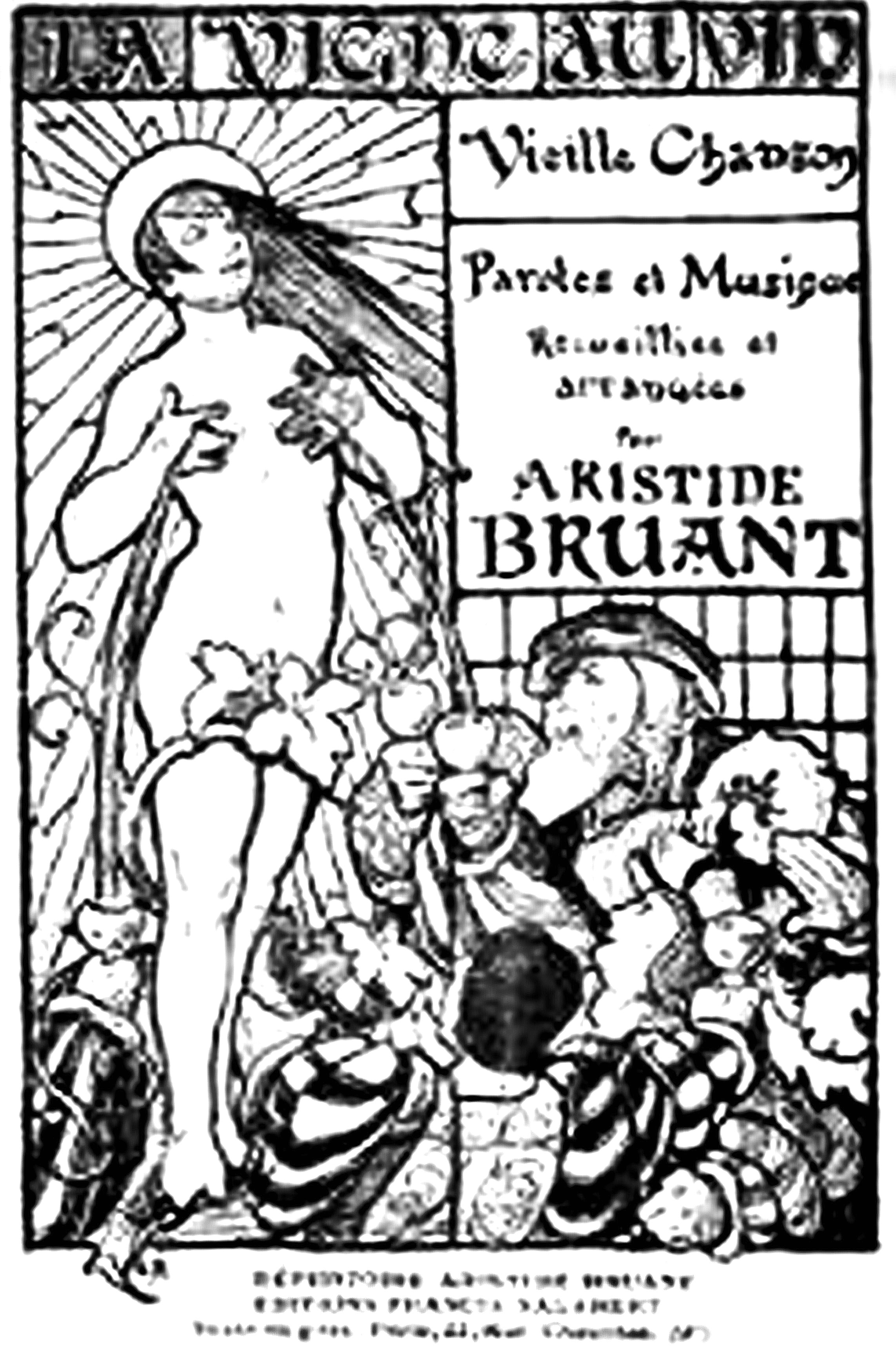
La vigne au vin, texte d'Aristide Bruant, illustration de Théophile Alexandre Steinlen, 12 juin 1892

La Vigne au vin est une ronde et une chanson de vendanges française, dont le schéma initial remonte au moins au XVIe siècle. 

## Son succès au XIXesiècle
Réactualisée par Aristide Bruant, qui l'inscrivit à son répertoire, après l'avoir publiée dans l'hebdomadaire Le Gil Blas illustré. Ce fut Théophile Alexandre Steinlen qui l'illustra le 12 juin 1892. Son succès ne se démentit point et elle a notamment été interprétée au siècle suivant par Les Quatre Barbus et Mes Souliers Sont Rouges. Une autre version a été chantée par Jack Gauthier et composée par Daniel White, et Dorothée en a proposé une version pour les enfants en 1982. Dans le film Les Belles de nuit daté de 1952, les amis de Claude la lui chante pour le divertir.

## Paroles

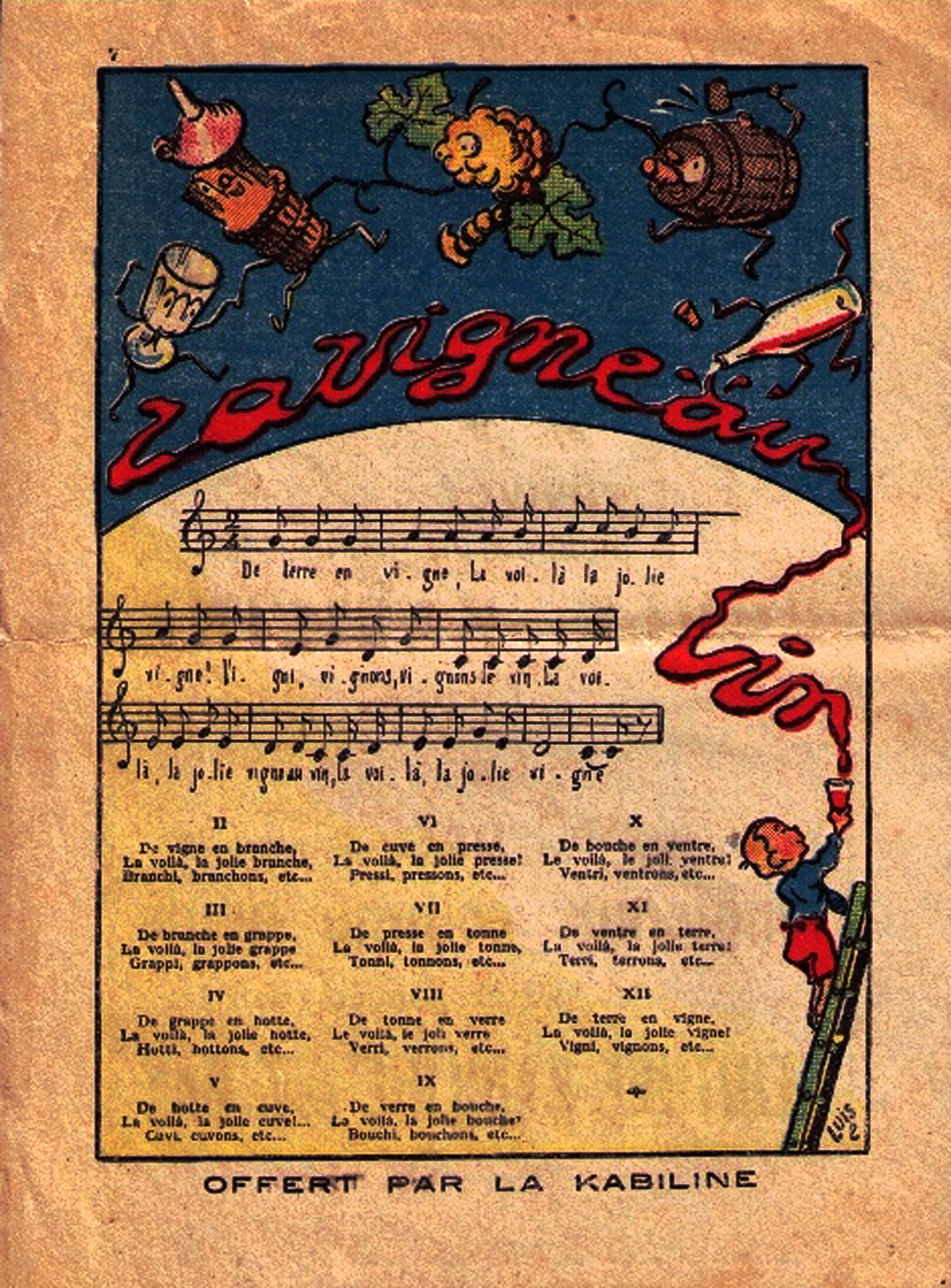
La vigne au vin

1.

Plantons la vigne, 

La voilà la jolie vigne,

Vigni, vignons, vignons le vin,

La voilà la jolie vigne au vin,

La voilà la jolie vigne !

2.

De plante en pousse,

La voilà la jolie pousse,

Poussi, poussons...

3.

De pousse en fleur,

La voilà la jolie fleur,

Fleuri, fleurons...

4.

De fleur en  graine,

La voilà la jolie graine,

Graini, grainons...

5.

De graine en vert,

Le voilà le joli vert,

Véri, vérons...

6.

De vert en mûr,

Le voilà le joli mûr,

Mûri, mûrons...

7.

De mûr en coupe,

La voilà la jolie coupe,

Coupi, coupons...

8.

De coupe en cuve, 

La voilà la jolie cuve,

Cuvi, cuvons...

9.

De tonne en verre,

Le voilà le joli verre,

Verri, verrons...

10.

De verre en bouche,

La voilà la jolie bouche,

Bouchi, bouchons...

11.

De bouche en pisse,

La voilà la jolie pisse,

Pissi, pissons...